# Phrynopus adenobrachius
Phrynopus adenobrachius é uma espécie de anfíbio da família Leptodactylidae.
É endémica da Colômbia.
Os seus habitats naturais são: matagal tropical ou subtropical de alta altitude, campos de altitude subtropicais ou tropicais, terras aráveis, pastagens e plantações.
Está ameaçada por perda de habitat.